# Mount Ellis
Mount Ellis ist ein Berg im Australischen Antarktis-Territorium. Mit 2330 m ist er der höchste Berg der Darwin Mountains im Transantarktischen Gebirge. Er ragt am Nordrand des Midnight-Plateaus auf.
Die Mannschaft zur Erkundung des Darwin-Gletschers bei der Commonwealth Trans-Antarctic Expedition (1955–1958) kartierte und benannte ihn. Namensgeber ist der neuseeländische Ingenieur Murray Roland Ellis (1923–2005), der bei dieser Expedition zum Team um Edmund Hillary für die Reise zum geografischen Südpol gehörte.